# 4Motion
4Motion est une marque déposée du groupe allemand Volkswagen AG. Elle est utilisée pour nommer les systèmes de transmission intégrale (quatre roues motrices) utilisés exclusivement sur les automobiles de marque Volkswagen, quel que soit le système. 
Dans le passé, Volkswagen AG a utilisé différentes marques déposées pour nommer ses diverses marques de véhicules à 4 roues motrices. Elle a utilisé le terme "Syncro" pour les automobiles Volkswagen, mais utilise uniquement le terme "4motion" aujourd'hui. Pour les autres marques du groupe, "quattro" est utilisé chez Audi, Škoda utilise simplement le terme "4x4" et Seat utilise "4drive".
En règle générale, Volkswagen utilise des systèmes Haldex Traction (en) sur ses voitures à moteur transversal, et un système basé sur un différentiel Torsen pour celles à moteur longitudinal.